# Martina Heßler
Martina Heßler (* 1968 in Bad Nauheim) ist eine deutsche Historikerin. Sie ist seit 2019 Professorin für Technikgeschichte an der TU Darmstadt.

## Leben
Als Kollegiatin des Graduiertenkollegs Technisierung und Gesellschaft am Fachbereich Gesellschafts- und Geisteswissenschaften der TU Darmstadt (Januar 1997–Dezember 1999) sowie mit einem Forschungsstipendium am Leibniz-Institut für Europäische Geschichte in Mainz (Januar–August 2000) schrieb Martina Heßler ihre Dissertation ›Mrs. Modern Woman‹. Zur Sozial- und Kulturgeschichte der Haushaltstechnisierung in Deutschland, mit der sie im August 2000 promoviert wurde.
An der Universität Bielefeld forschte sie von September 2000 bis März 2001 mit Postdoktorandenstipendium am Graduiertenkolleg Sozialgeschichte von Gruppen, Schichten, Klassen und Eliten. Mit einem Forschungsprojekt zu Wissenschafts- und Technikstädte im 20. Jahrhundert war sie von April 2001 bis Dezember 2002 wissenschaftliche Mitarbeiterin in der Forschergruppe Wechselbeziehungen zwischen Wissenschaft und Technik. Formen der Wahrnehmung und Wirkung im 20. Jahrhundert am Zentrum für Wissenschafts- und Technikgeschichte München.
Von Januar 2003 bis April 2006 war Heßler wissenschaftliche Mitarbeiterin am Lehrstuhl für Neuere Geschichte der RWTH Aachen. Nach ihrer Habilitation mit der Arbeit Das Städtische als Metapher. Zum Verhältnis von Stadt und Wissenschaft im 20. Jahrhundert im Januar 2006 lehrte sie von Mai 2006 bis Dezember 2009 als Professorin für Kultur- und Technikgeschichte an der Hochschule für Gestaltung Offenbach am Main.
Ab Januar 2010 war sie Professorin für Neuere Sozial-, Wirtschafts- und Technikgeschichte an der Helmut-Schmidt-Universität in Hamburg. Seit Februar 2019 lehrt sie Technikgeschichte an der TU Darmstadt.

## Schriften (Auswahl)
- »Mrs. Modern Woman«. Zur Sozial- und Kulturgeschichte der Haushaltstechnisierung (= Campus Forschung, Band 827). Campus-Verl., Frankfurt am Main u. a. 2001, ISBN 3-593-36880-3 (Zugl.: Darmstadt, Techn. Univ., Diss., 2000).
- Das Städtische als Metapher. Zum Verhältnis von Stadt und Wissenschaft im 20. Jahrhundert. (Aachen, Techn. Hochsch., Habil.-Schr., 2006).
- als Herausgeberin: Konstruierte Sichtbarkeiten. Wissenschafts- und Technikbilder seit der Frühen Neuzeit. Fink, München 2006, ISBN 3-7705-4211-8.
- »Die kreative Stadt« Zur Neuerfindung eines Topos (= Urban studies). transcript-Verl., Bielefeld 2007, ISBN 3-89942-725-4.
- als Herausgeberin mit Clemens Zimmermann: Creative Urban Milieus. Historical Perspective on Culture, Economy, and the City. Campus-Verl., Frankfurt u. a. 2008, ISBN 978-3-593-38547-1.
- als Herausgeberin mit Dieter Mersch: Logik des Bildlichen. Zur Kritik der ikonischen Vernunft (= Metabasis. Transkriptionen zwischen Literaturen, Künsten und Medien, Band 2). Transcript, Bielefeld 2009, ISBN 3-8376-1051-9.
- mit Ralf Adelmann, Jan Frercks und Jochen Hennig: Datenbilder. Zur digitalen Bildpraxis in den Naturwissenschaften (= Science studies). Transcript, Bielefeld 2009, ISBN 978-3-8376-1041-3.
- mit Miriam R. Levin, Sophie Forgan, Robert H. Kargon und Morris Low: Urban Modernity. Cultural Innovation in the Second Industrial Revolution. MIT Press, Cambridge u. a. 2010, ISBN 978-0-262-01398-7.
- Kulturgeschichte der Technik (= Historische Einführungen, Band 13). Campus-Verl., Frankfurt am Main u. a. 2012, ISBN 3-593-39740-4.
- als Herausgeberin mit Günter Riederer: Autostädte im 20. Jahrhundert. Wachstums- und Schrumpfungsperspektiven in globaler Perspektive (= Beiträge zur Stadtgeschichte und Urbanisierungsforschung, Band 16) Steiner, Stuttgart 2014, ISBN 3-515-10692-8.
- als Herausgeberin mit Christian Kehrt: Die Hamburger Sturmflut von 1962. Risikobewusstsein und Katastrophenschutz aus zeit-, technik- und umweltgeschichtlicher Perspektive (= Reihe Umwelt und Gesellschaft, Band 11) Vandenhoeck & Ruprecht, Göttingen u. a. 2014, ISBN 3-525-31716-6.
- Sisyphos im Maschinenraum. Eine Geschichte der Fehlbarkeit von Mensch und Technologie. 1. Auflage. C.H. Beck, München 2025, ISBN 978-3-406-82330-5.